# Liogenys latipalpa
Liogenys latipalpa är en skalbaggsart som beskrevs av Moser 1919. Liogenys latipalpa ingår i släktet Liogenys och familjen Melolonthidae. Inga underarter finns listade i Catalogue of Life.